# 黃石鮰
黃石鮰為輻鰭魚綱鯰形目北美鯰科的其中一種，分布於北美洲聖羅倫斯河、五大湖、密西西比河等流域，體長可達31公分，棲息在礫石底質的湖泊、溪流，屬肉食性，以昆蟲、小魚等為食。

## 擴展閱讀
維基物種上的相關：黃石鮰